# Waldeck Pyrmontkade 20
Waldeck Pyrmontkade 20 is het adres in de Nederlandse stad Utrecht van een rijksmonument. Het gebouw is ontworpen door architect Gerrit Rietveld.

## Beschrijving
De garage met bovenliggende woning is in 1927-1928 gebouwd voor een vier personen tellend chauffeursgezin. Rietveld pionierde in dit ontwerp als een van de eersten in Nederland op grote schaal met geprefabriceerde elementen. Daarbij is voor de gevels en plattegronden vrijwel overal een basismaat van 1 bij 1 meter gehanteerd. Het gebouw werd aan een reeds bestaande garage gebouwd. Rietvelds toevoeging bestaat uit een in zekere mate rechthoekig bouwwerk met enkele uitstekende partijen zoals een erker. De draagconstructie is samengesteld uit staanders en liggers die een staalskelet vormen. Grote delen van de gevels bestaan uit elementen van gewapend beton waarbij aan de buitenzijde gebruik is gemaakt van email en een rasterpatroon met witte stippen op een zwarte ondergrond. Tussen de gevelelementen bevinden zich op tal van plaatsen stalen strips om de naden af te dekken. Ook de kozijnen werden geprefabriceerd. De begane grond met de garage is zonder tussenmuren uitgevoerd. De 60 vierkante meter tellende woonruimte op de bovenverdieping werd ingedeeld met onder meer niet-dragende wanden en schuifdeuren. Het interieur kreeg verder een eenvoudig en bescheiden ontwerp.
Al kort na de oplevering traden ernstige vochtproblemen op. Over de schuldvraag is in de loop der geschiedenis gewezen naar Rietveld, de uitvoering en/of de gemeente. Hoe dan ook stuurde de opdrachtgever, de arts Van der Vuurst de Vries, Rietveld weg. Om de lekkages vervolgens tegen te gaan zijn door derden aanpassingen gedaan waardoor het aanzien van het bouwwerk ingrijpend wijzigde. Daarbij kwamen ook bijnamen in zwang voor het gebouw zoals Het Mandje of het Het Zeefje. 
In 1986 werd het bouwwerk aangewezen als rijksmonument. Rond 1995 volgde een ingrijpende verbouwing waarbij het exterieur in aanzienlijke mate is teruggerestaureerd naar de oorspronkelijke vormgeving door de architect annex bewoner Dolf de Maar.

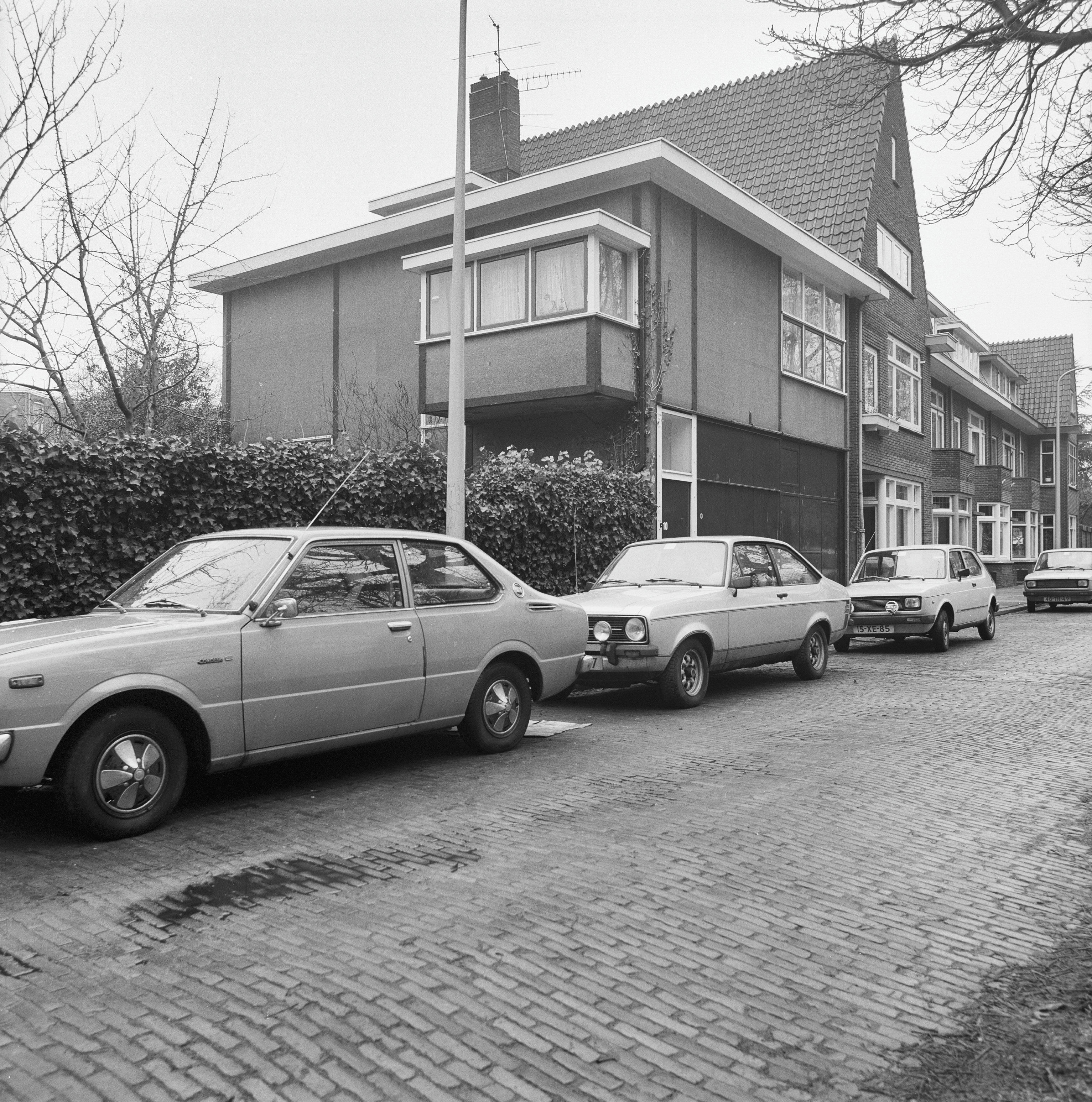
Het bouwwerk in 1982, met wegens lekkages aangebrachte dakoverstekken en koolteer op de gevels.
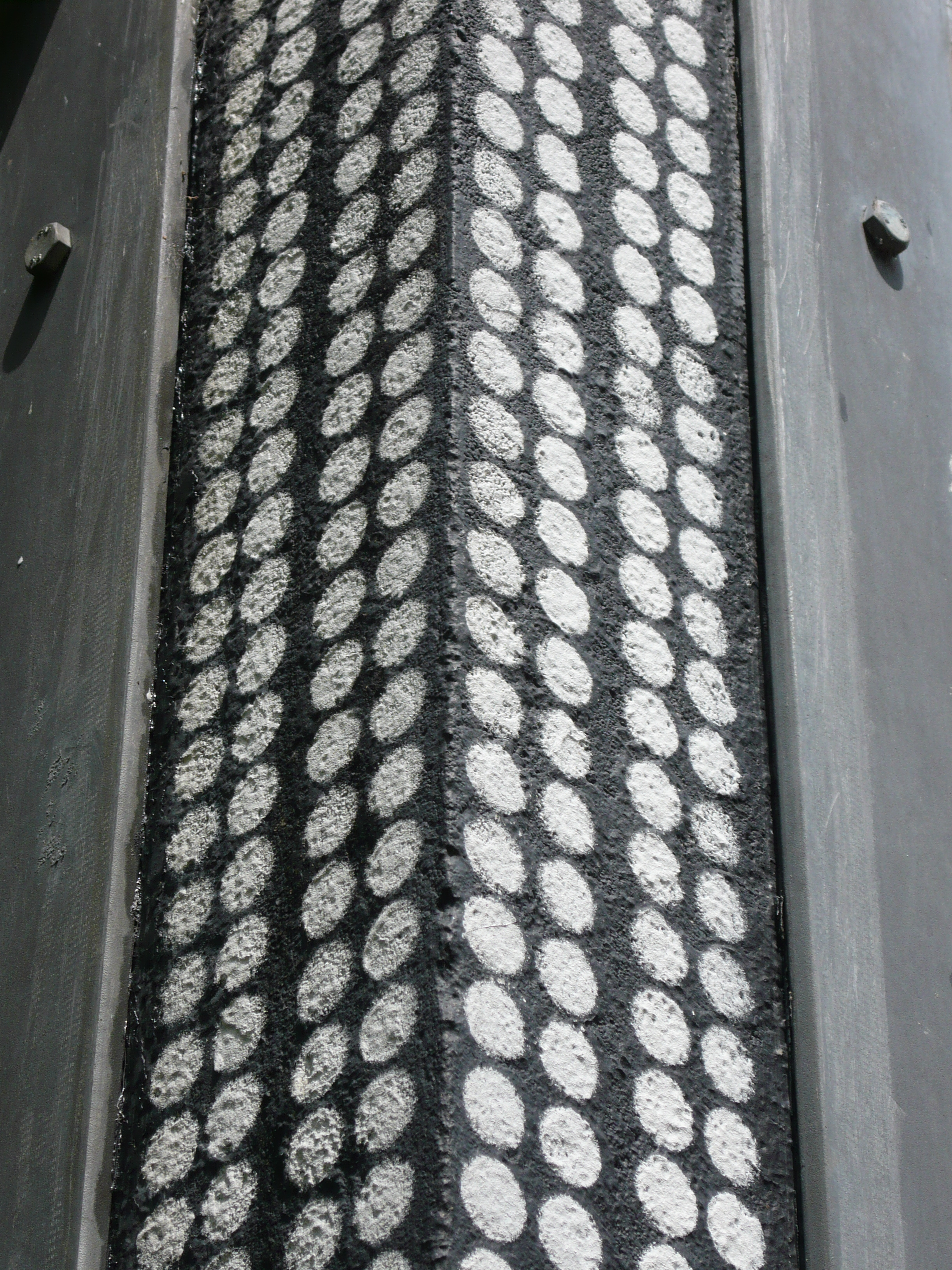
Stippenpatroon